# Горнобогровски манастир
Горнобогровският манастир „Св. Георги Победоносец“ е действащ мъжки манастир в село Горни Богров, област София.
Разположен е в края на селото, на главния път София – Варна. Построен е в началото на ХІХ в.,като в олтара му е поставен огромен камък с кръст. Според предания той е донесен от идващите кръстоносци от Йерусалим. В сегашния си вид манастирът е от XX в. Той представлява комплекс от няколко жилищни сгради и малка църква, построена върху основите на стар храм. До църквата се намира параклис „Свети Стефан“. До манастирската чешма се издигат два войнишки паметника, посветени на загиналите във войните за национално обединение на България.